# Кастро, Луис Эрнесто
Луи́с Эрне́сто Ка́стро Са́нчес (исп. Luis Ernesto Castro Sánchez; 31 июля 1921, Монтевидео — 17 декабря 2002, Монтевидео) — уругвайский футболист, участник чемпионата мира по футболу 1954 года, играл на позиции нападающего. В составе клуба «Насьональ» 8 раз становился чемпионом Уругвая.

## Биография

### Игровая карьера

#### Клубная карьера
Кастро в течение 12 сезонов играл за клуб «Насьональ», в составе которого 8 раз становился чемпионом страны. В составе этой команды он сыграл 274 матча, забил 116 голов, став одним из лучших бомбардиров команды.
В 1950 году перешёл в «Ривер Плейт», в котором отыграл один сезон.
Затем Кастро вернулся на родину и в течение трёх сезонов играл за «Дефенсор Спортинг», в котором завершил карьеру игрока.

#### Международная карьера
В составе сборной Уругвая играл на двух чемпионатах Южной Америки (1942, 1945), став в 1942 году чемпионом со сборной. Кастро был участником чемпионата мира по футболу 1954 года, на котором уругвайцы заняли итоговое 4-е место.

### Смерть
Скончался 17 декабря 2002 года в Монтевидео в возрасте 81 года.

## Достижения
«Насьональ» Монтевидео
- Чемпион Уругвая (8): 1939, 1940, 1941, 1942, 1943, 1946, 1947, 1950

Уругвай
- Чемпион Южной Америки (1): 1942